# Підземний світ (фільм, 1927)
Підземний світ (англ. Underworld) — американська кримінальна мелодрама режисера Джозефа фон Штернберга 1927 року. Фільм одержав премію «Оскар» за найкращий оригінальний сценарій.

## Сюжет
Гангстер «Булл» Від, некоронований король злочинного світу, підбирає п'яного і неохайного адвоката, допомагає йому і дає кличку Роллс-Ройс. Роллс-Ройс стає мозком банди Булла. Справа ускладнюється, коли Роллс-Ройс і дівчина Булла на прізвисько Пір'я закохуються один в одного…

## У ролях
- Клайв Брук — Роллс-Ройс Венсел
- Евелін Брент — «Пір'я» МакКой
- Джордж Бенкрофт — «Булл» Від
- Ларрі Сімон — «Сліппі» Левіс
- Фред Кохлер — «Бак» Малліган
- Хелен Лінч — Мег, дівчина Маллігана
- Джеррі Менді — Голуб